# Ángel Carreño
Ángel Rodrigo Carreño Ballesteros (Santiago, Chile, 29 de octubre de 1980) es un exfutbolista chileno que actualmente se encuentra retirado del fútbol profesional pero que se encuentra jugando de manera amateur en el club Justo Donoso en liga La Pampa de La Serena.

## Trayectoria
Surgido de las divisiones inferiores de Palestino, debutó en Primera División en la sexta fecha del Clausura 1997 contra Cobreloa en Calama, se mantuvo en el cuadro árabe hasta 2002 contabilizando un total de 123 partidos jugados y convirtiendo 15 goles en el cuadro árabe.
En el año 2003 defiende los colores de Deportes Puerto Montt jugando 36 partidos y anotando 8 goles, luego vuelve a Palestino en el 2004 para el campeonato de apertura, jugando 19 partidos y marcando 2 goles, para el clausura 2004 y el apertura 2005 fue comprado por Colo-Colo jugando 169 partidos y marcando 10 goles.
Luego es traspasado al club Örebro SK de Suecia jugando 12 partidos marcando 1 gol. vuelve el 2006 a Palestino su club de origen jugando 37 partidos marcando 1 gol, termina su contrato y desde el 2007 juega por Deportes La Serena hasta la temporada donde ha convertido cerca de 10 goles con la camiseta granate.
El 8 de enero de 2009 ficha en Ñublense para la temporada 2009, convirtiéndose en el sexto fichaje de los chillanejos para el 2009. Para el segundo semestre de 2009 regresa a La Serena. El 26 de diciembre de 2009 es confirmado por la página del club Universidad Católica como nuevo refuerzo del plantel para la temporada 2010. Tras un semestre en el equipo de la franja, donde incluso jugó algunos partidos de la Copa Libertadores, es cedido a préstamo y retorna nuevamente a Club Deportes La Serena.
Luego de 3 Años en Unión La Calera el DT Nestor Craviotto le deja fuera del equipo al término del Torneo Transición y luego se marcha a jugar a Deportes La Serena donde jugó su último año para luego retirarse.

## Clubes
| Club                  | País   | Año       |
| --------------------- | ------ | --------- |
| Palestino             | Chile  | 1999-2002 |
| Deportes Puerto Montt | Chile  | 2003      |
| Palestino             | Chile  | 2004      |
| Colo-Colo             | Chile  | 2004-2005 |
| Örebro                | Suecia | 2005      |
| Palestino             | Chile  | 2006      |
| Deportes La Serena    | Chile  | 2007-2008 |
| Ñublense              | Chile  | 2009      |
| Deportes La Serena    | Chile  | 2009      |
| Universidad Católica  | Chile  | 2010      |
| Deportes La Serena    | Chile  | 2010      |
| Unión La Calera       | Chile  | 2011-2014 |
| Deportes La Serena    | Chile  | 2014-2015 |